# Adenophora petiolata
Sa sâm Tần Lĩnh (danh pháp khoa học: Adenophora petiolata) là loài thực vật có hoa trong họ Hoa chuông. Loài này được Ferdinand Albin Pax & Käthe Hoffmann mô tả khoa học đầu tiên năm 1922.

## Phân loài
- Adenophora petiolata subsp. huadungensis (D.Y.Hong) D.Y.Hong & S.Ge, 2010: Sa sâm lá hạnh Hoa Đông.
- Adenophora petiolata subsp. hunanensis (Nannf.) D.Y.Hong & S.Ge, 2010: Sa sâm lá hạnh, sa sâm Hồ Nam.